# 死亡之島2
《死亡之島2》是一款恐怖動作角色扮演電子遊戲，由Dambuster Studios開發，Deep Silver發行，於Microsoft Windows、PlayStation 4和Xbox One平台發售。該遊戲最初由Yager Development開發，在2016年3月由Sumo Digital接管開發，直到2019年被Deep Silver旗下工作室Dambuster Studios接管開發。該遊戲是2011年遊戲《死亡之島》的續集，以及是「死亡之島系列」的第三部主要作品。遊戲的主要故事設定在《死亡之島》和《逃離死亡之島》事件發生幾個月後。與前作不同的是，前作如遊戲名稱一樣是發生在島嶼上，而《死亡之島2》發生在加州的不同地方。遊戲原本預計於2023年4月28日發售，但後來提前到2023年4月21日。

## 玩法
《死亡之島2》是開放世界遊戲。遊戲發生在洛杉磯、三藩市和加州未公開的第三個地點，而不像遊戲的第一集設定在巴布亞新畿內亞海岸附近的巴諾島（island of Banoi）上。遊戲的戰鬥操作方法與前作不同。《死亡之島2》還包括前作的幾個特色，例如憤怒和製作系統。

## 劇情
在《死亡之島》事件發生大約十年後，由於新的喪屍爆發，美軍已將加州設於完全隔離限制區內。